# Melbourne
Melbourne é a capital e a cidade mais populosa do estado de Vitória e, desde 2023 a área urbana mais populosa da Austrália, ultrapassando Sydney. O nome "Melbourne" refere-se a uma área estatística que abrange 9 900 km2. É um dos principais centros financeiros do país, assim como da região da Ásia-Pacífico. Em 2013, a Economist Intelligence Unit (EIU) considerou a cidade a quarta mais cara do mundo, empatando com Oslo, na Noruega. Em 2017, a revista The Economist classificou Melbourne como a melhor cidade do mundo para se viver. Melbourne alcança altos níveis de desenvolvimento em áreas como educação, entretenimento, saúde, pesquisa e desenvolvimento, turismo e esportes, além de ser classificada como uma das cidades mais habitáveis do mundo desde 2011, de acordo com a EIU.
Melbourne está localizada na grande baía natural de Port Phillip, sendo que o seu centro situa-se no ponto mais ao norte da baía, próximo ao estuário do rio Yarra. A cidade tem uma população de aproximadamente 5 milhões de habitantes e é a capital australiana que tem a taxa de crescimento demográfico que mais cresce.
Fundada a 30 de agosto de 1835 (na então colônia de Nova Gales do Sul) por colonos de Launceston, da Terra de Van Diemen, que incorporaram a região como uma possessão da Coroa em 1837. Recebeu o nome de "Melbourne" do governador de Nova Gales do Sul, Sir Richard Bourke, em homenagem ao primeiro-ministro britânico da época, William Lamb, 2.º Visconde Melbourne. Foi declarada uma cidade pela Rainha Vitória em 1847, antes de se tornar a capital da colônia recém-criada de Vitória em 1851. Durante a corrida do ouro vitoriana da década de 1850, se transformou em uma das maiores e mais ricas cidades do mundo. Depois da criação da Federação da Austrália, em 1901, a cidade serviu como a sede provisória do governo da recém-criada nação até 1927.
A cidade também é um importante centro internacional de artes cênicas e visuais, sendo muitas vezes referida como a capital cultural da Austrália. É o berço de estilos de dança nacionais (como o Melbourne Shuffle e o New Vogue); da indústria cinematográfica australiana; da arte impressionista australiano (conhecido como a Escola de Heidelberg); do futebol Australiano e da indústria televisiva do país. Mais recentemente, foi reconhecida como uma "Cidade da Literatura" pela UNESCO, além de ser um importante centro de arte de rua. Melbourne é o lar de muitas das maiores e mais antigas instituições culturais nacionais, como o Centro Australiano para a Imagem em Movimento, o Melbourne Cricket Ground, o Museu de Melbourne, o Zoológico de Melbourne, a National Gallery of Victoria e o Edifício da Exposição Real, considerado um Patrimônio da Humanidade pela UNESCO.

## História

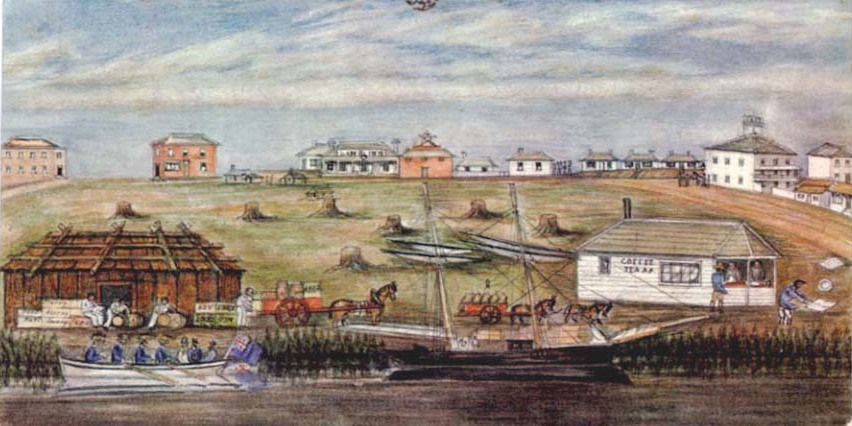
A cidade em 1840.

Foi fundada em 1835 e a sua designação actual foi atribuída dois anos mais tarde por Lorde Melbourne.
Melbourne teve dois grandes ciclos de desenvolvimento. O primeiro foi na década de 1850, impulsionado pela procura do ouro, que originou um grande crescimento da cidade, de tal forma que ultrapassou Sydney e tornou-se a capital temporária e sede do governo australiano, entre 1901 e 1927.
O segundo acontecimento que proporcionou o seu desenvolvimento foi o incentivo dado pelo Governo à imigração após a Segunda Guerra Mundial, nomeadamente de europeus, mas também de asiáticos, assim como o acontecimento desportivo importante que foi a realização dos Jogos Olímpicos de Verão de 1956.
Atualmente Melbourne é uma das maiores cidades do mundo com maior qualidade de vida.

## Geografia

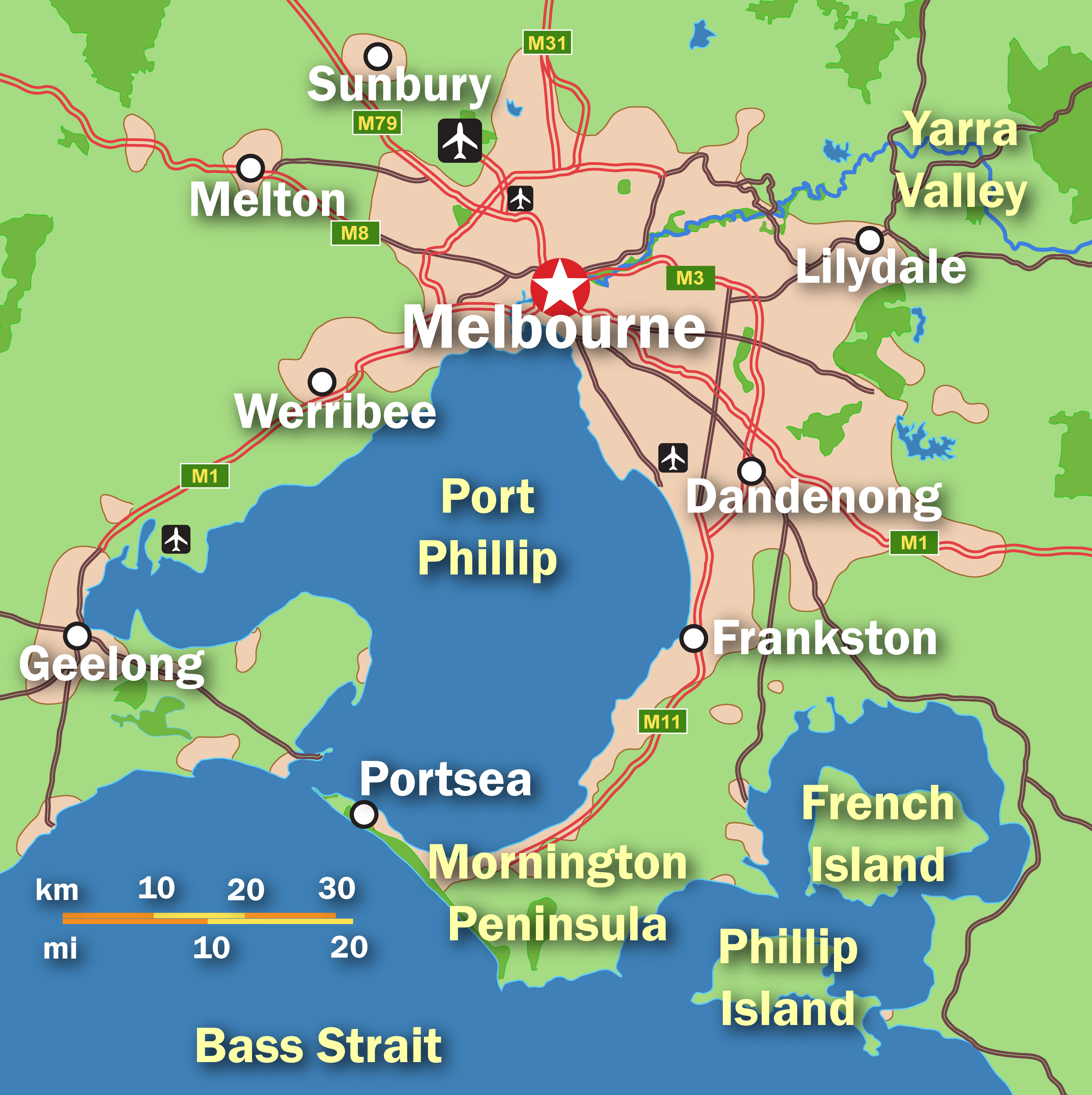
Áreas urbanas de Melbourne e Geelong.

Melbourne localiza-se no sudeste da Austrália. A cidade é atravessada pelo Rio Yarra, situando-se junto a Port Phillip. Melbourne é uma cidade australiana típica, com baixa densidade demográfica na sua área metropolitana. Tem vários parques e jardins, muitos dos quais junto ao centro da cidade. O clima é temperado.

### Clima
O clima de Melbourne é temperado oceânico, com precipitações uniformes durante o ano inteiro. As estações do ano são bem definidas.
Durante o inverno, há muitos dias nublados e chuvosos, mas a chuva geralmente é leve, então o acumulado não é grande. Devido a esses dias nublados, a temperatura pouco varia ao longo do dia. Às vezes, massas de ar de origem polar atingem a região e faz a temperatura cair para abaixo de zero durante a madrugada. Precipitação em forma de neve não é comum, mas pode ocorrer em invernos severos.
No verão, apesar de a quantidade média de chuva registrada ser idêntica à do inverno, a umidade é, em média, um pouco menor do que no inverno, já que a tendência é de o vento vir do norte. O número de dias ensolarados também é maior, permitindo que a temperatura se eleve bastante em dias mais secos.
| Dados climatológicos para Melbourne | Dados climatológicos para Melbourne | Dados climatológicos para Melbourne | Dados climatológicos para Melbourne | Dados climatológicos para Melbourne | Dados climatológicos para Melbourne | Dados climatológicos para Melbourne | Dados climatológicos para Melbourne | Dados climatológicos para Melbourne | Dados climatológicos para Melbourne | Dados climatológicos para Melbourne | Dados climatológicos para Melbourne | Dados climatológicos para Melbourne | Dados climatológicos para Melbourne |
| Mês                                 | Jan                                 | Fev                                 | Mar                                 | Abr                                 | Mai                                 | Jun                                 | Jul                                 | Ago                                 | Set                                 | Out                                 | Nov                                 | Dez                                 | Ano                                 |
| ----------------------------------- | ----------------------------------- | ----------------------------------- | ----------------------------------- | ----------------------------------- | ----------------------------------- | ----------------------------------- | ----------------------------------- | ----------------------------------- | ----------------------------------- | ----------------------------------- | ----------------------------------- | ----------------------------------- | ----------------------------------- |
| Temperatura máxima recorde (°C)     | 45,6                                | 46,4                                | 41,7                                | 34,9                                | 28,7                                | 22,4                                | 23,3                                | 26,5                                | 31,4                                | 36,9                                | 40,9                                | 43,7                                | 46,4                                |
| Temperatura máxima média (°C)       | 25,9                                | 25,8                                | 23,9                                | 20,3                                | 16,7                                | 14,1                                | 13,5                                | 15                                  | 17,2                                | 19,7                                | 22                                  | 24,2                                | 19,9                                |
| Temperatura mínima média (°C)       | 14,3                                | 14,6                                | 13,2                                | 10,8                                | 8,6                                 | 6,9                                 | 6                                   | 6,7                                 | 8                                   | 9,5                                 | 11,2                                | 12,9                                | 10,2                                |
| Temperatura mínima recorde (°C)     | 5,5                                 | 4,5                                 | 2,8                                 | 1,5                                 | −1,1                                | −2,2                                | −2,8                                | −2,1                                | −0,5                                | 0,1                                 | 2,5                                 | 4,4                                 | −2,8                                |
| Chuva (mm)                          | 47,3                                | 48,1                                | 50,4                                | 57,3                                | 56                                  | 49,2                                | 47,6                                | 50,1                                | 58                                  | 66,2                                | 60,3                                | 59,3                                | 649,6                               |
| Dias com chuva (≥ 0,2mm)            | 8,4                                 | 7,5                                 | 9,4                                 | 11,8                                | 14,6                                | 15,4                                | 16,1                                | 16,1                                | 14,9                                | 14,2                                | 11,8                                | 10,4                                | 150,6                               |
| Umidade relativa (%)                | 47                                  | 48                                  | 49                                  | 52                                  | 59                                  | 63                                  | 61                                  | 56                                  | 53                                  | 50                                  | 49                                  | 47                                  | 53                                  |
| Insolação (h)                       | 279                                 | 234,9                               | 210,8                               | 168                                 | 120,9                               | 108                                 | 114,7                               | 145,7                               | 171                                 | 195,3                               | 210                                 | 232,5                               | 2 190,8                             |
| Fonte: Bureau of Meteorology        |                                     |                                     |                                     |                                     |                                     |                                     |                                     |                                     |                                     |                                     |                                     |                                     |                                     |

## Demografia

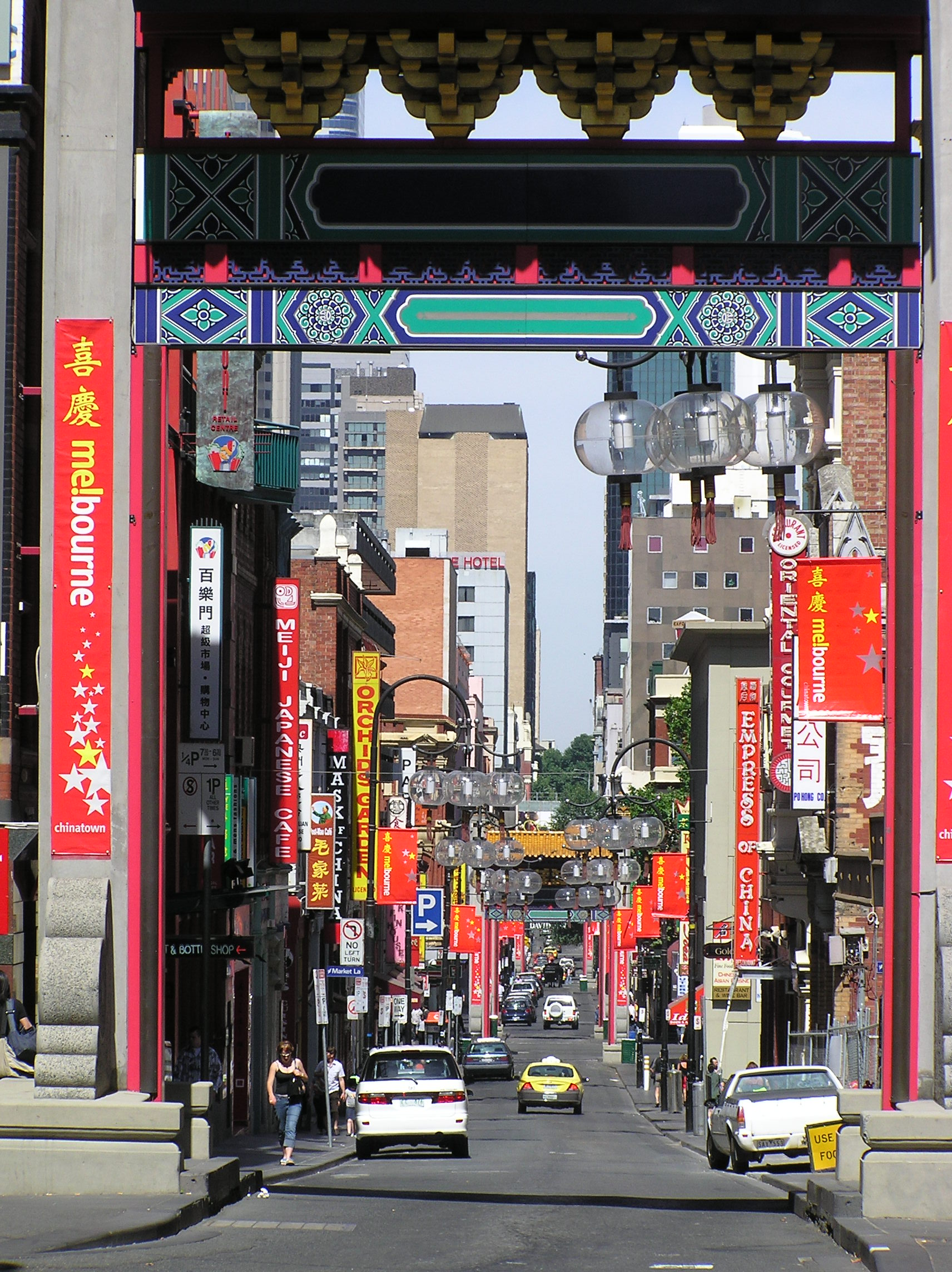
Chinatown de Melbourne.

Na Grande Melbourne, 63,3% das pessoas nasceram na Austrália. Os países mais comuns de nascimentos dos estrangeiros eram Reino Unido (3,4%), Índia (2,7%), China (2,3% — excluindo as RAEs e Taiwan), Itália (1,7%) e Nova Zelândia (1,7%). Em 2011, as etnias mais comuns eram de ingleses (21,1%), australianos (20,7%), irlandeses (6,9%), escoceses (5,7%) e italianos (5,5%).
Melbourne tem a maior população de língua grega fora da Europa, com uma população comparável a de algumas grandes cidades da Grécia, como Lárissa e Volos. Tessalônica é cidade-irmã grega de Melbourne. O sobrenome vietnamitas Nguyen é o segundo mais comum nas listas telefônicas da cidade de Smith. A cidade também apresenta uma população substancial de indianos, cingaleses e malaios, além de recente fluxo de sul-africanos e sudaneses. A diversidade cultural se reflete nos restaurantes da cidade, que servem vários pratos internacionais.
Cerca de dois terços dos habitantes falam apenas inglês em casa (68,1%). O chinês (principalmente cantonês e mandarim) é o segundo idioma mais falado em casa (3,6%), sendo seguido do grego, italiano e vietnamita, cada um com mais de 100 mil falantes. Embora a migração interna líquida de Vitória tenha flutuado, a população de Melbourne cresceu cerca de 70 mil pessoas por ano desde 2005. Melbourne atrai agora a maior proporção de imigrantes internacionais (48 000), ultrapassando Sydney em porcentagem, além de receber uma forte migração interna vinda de Sydney e de outro capitais estaduais, devido a moradia e custo de vida mais acessíveis, dois fatores-chave que impulsionam o crescimento recente de Melbourne.
Os números oficiais divulgados pelo governo, de junho de 2021, contabilizam a população de Melbourne em 4 875 400. São 18 700 pessoas a mais que Sydney.

## Governo e política

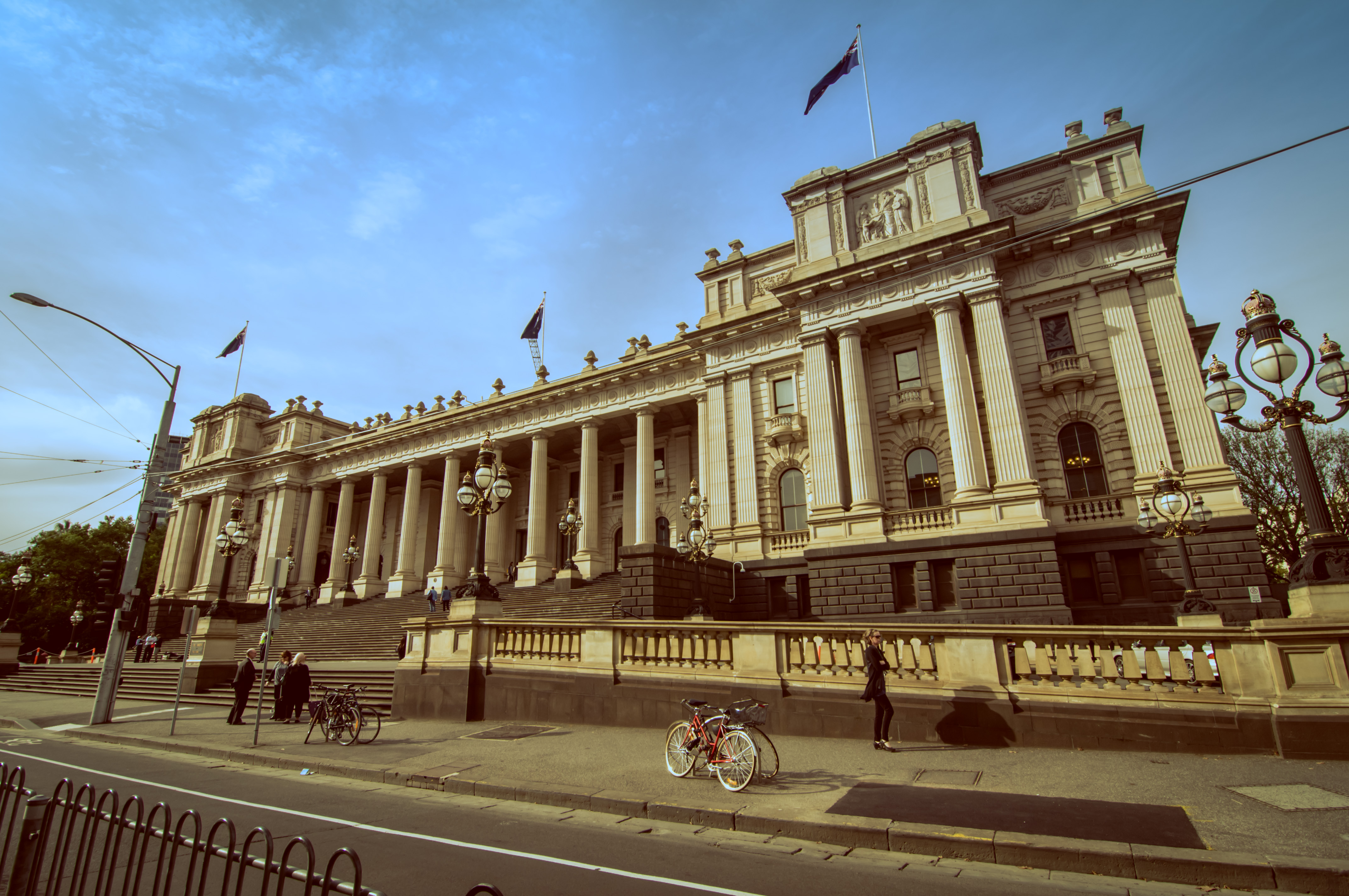
Parlamento de Vitória.

O governo de Melbourne é dividido entre o governo de Vitória e o das 26 cidades e cinco condados que compreendem a região metropolitana. Não há um cargo central na política de Melbourne; entretanto, o presidente da câmara municipal muitas vezes cumpre um papel de prefeito.

### Cidades-irmãs
Melbourne tem seis cidades irmãs. São elas:
- Osaka, Japão, 1978
- Tianjin, China, 1980
- Salônica, Grécia, 1984[40]
- Boston, Estados Unidos, 1985
- São Petersburgo, Rússia, 1989
- Milão, Itália, 2004

### Cidades-amizade
- Los Angeles, Estados Unidos

## Economia

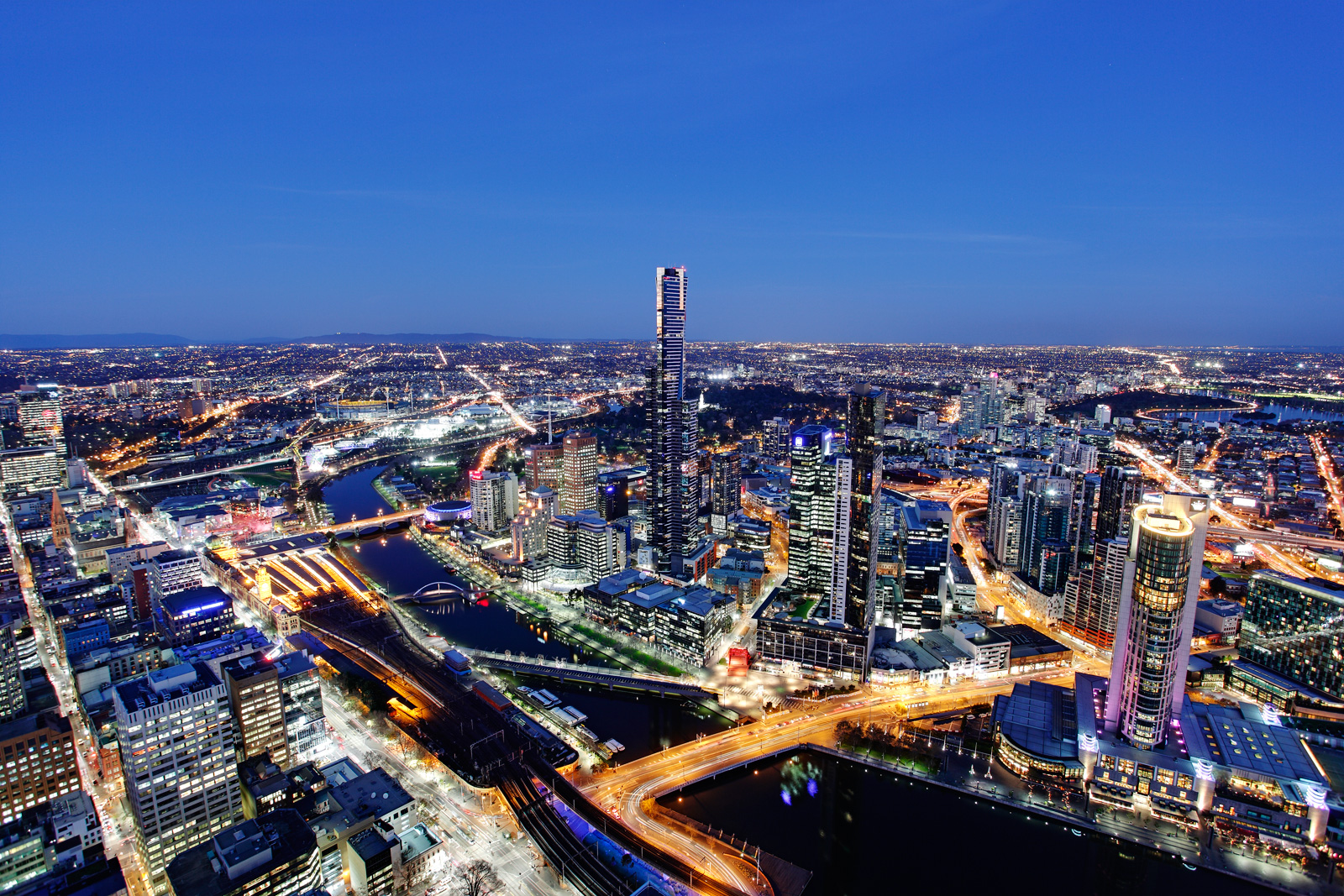
Centro financeiro de Melbourne à noite.

Melbourne tem uma economia altamente diversificada, com pontos fortes em finanças, manufatura, pesquisa, tecnologia da informação, educação, logística, transporte e turismo. A cidade é a sede de muitas das maiores corporações da Austrália, incluindo cinco das dez maiores do país (com base na receita) e quatro dos seis maiores do país (com base na capitalização de mercado); bem como de órgãos representativos e think tanks, como o Conselho Empresarial da Austrália e o Conselho Australiano de Sindicatos. A cidade é o lar do maior e mais movimentado porto do país, por onde passam 75 bilhões de dólares em comércio a cada ano e 39% dos contêineres do país. A cidade foi classificada na 41ª posição entre as 50 cidades financeiras pesquisadas pelo MasterCard Worldwide Centers of Commerce Index (2008), perdendo apenas para Sydney (12) na Austrália.
Melbourne é o segundo maior centro industrial do país. É a base australiana para empresas como Boeing, Kenworth, Iveco, Cadbury, Bombardier, entre muitas outras. Por conta disso, também é a sede de uma grande variedade de outros fabricantes, que vão desde produtos petroquímicos e farmacêuticos para vestuário de moda, fabricação de papel e processamento de alimentos. A cidade possui, assim, um centro de pesquisa e desenvolvimento da Ford Austrália, bem como um estúdio de design global e centro técnico da General Motors e Toyota, respectivamente.

## Infraestrutura

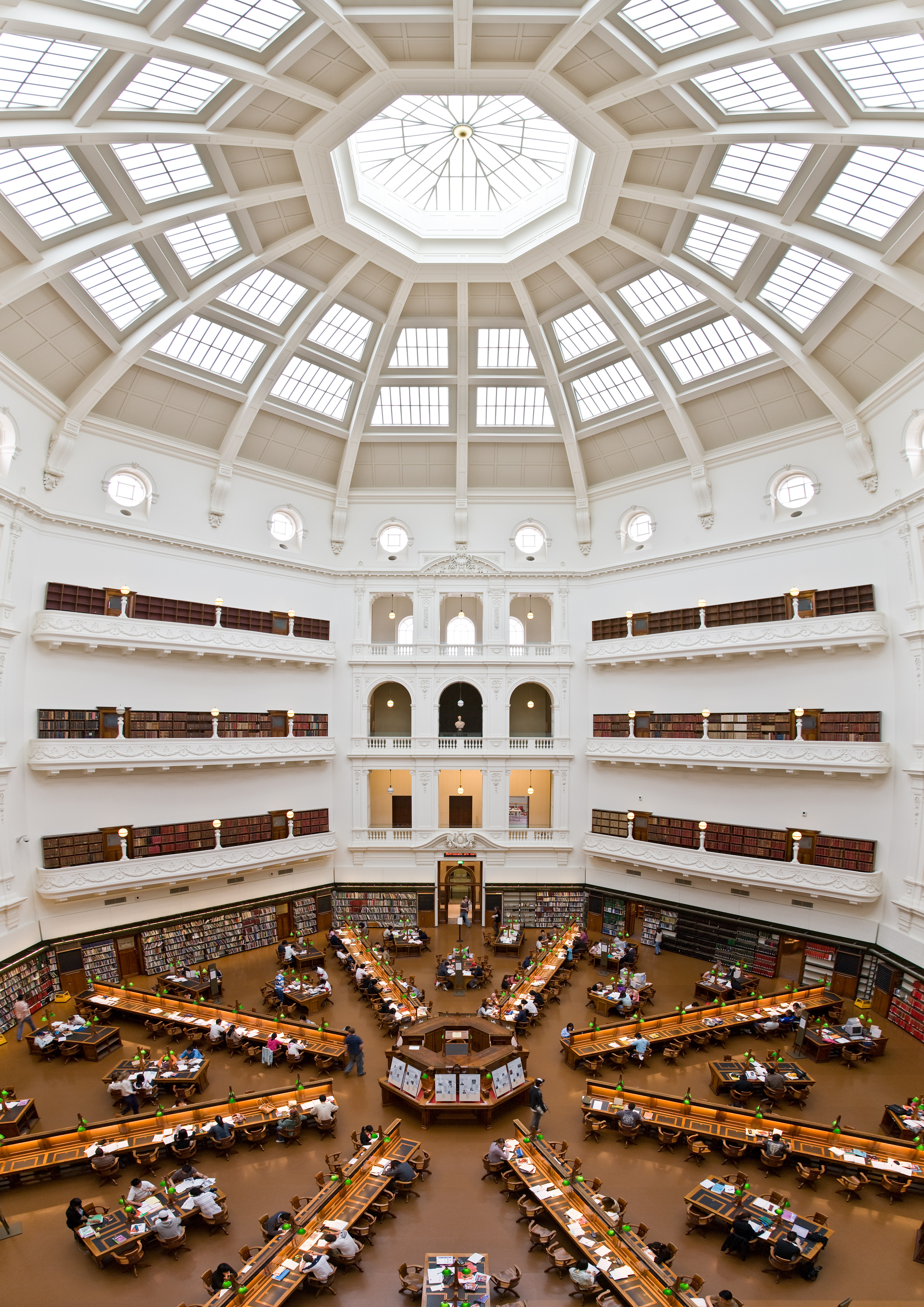
Biblioteca Estadual de Vitória.

### Educação
A cidade destaca-se pela existência da Universidade de Melbourne, fundada em 1853, a Universidade Monash, fundada em 1958, Instituto Real de Tecnologia de Melbourne, fundada em 1887 e a Universidade La Trobe, fundada em 1964, possuindo também um Colégio Técnico e uma conhecida escola de ballet.

### Transportes
O aeroporto principal de passageiros que serve a metrópole e o estado de Vitória é o Aeroporto de Melbourne, que é o segundo mais movimentado da Austrália, enquanto o porto da cidade é o mais movimentado do país para a carga contentorizada e geral.
Melbourne tem a extensa rede de transportes. O principal terminal de trens metropolitanos é a Flinders Street Station e a principal estação de trem regional é a é Southern Cross Station. Melbourne tem a maior rede de bondes do mundo.

## Cultura
Na cidade celebram-se vários eventos culturais anuais. Em Melbourne existem ainda vários pontos de interesse. São de destacar a Galeria Nacional, o Centro de Arte Vitoriana, o Jardim Botânico, a prática de desportos aquáticos na baía e pista de Fórmula 1, no Albert Park. Melbourne é considerada a capital cultural da Austrália.
| Imagem: Edifício da Exposição Real | A cidade de Melbourne inclui o sítio "Edifício da Exposição Real", Património Mundial da UNESCO. |  |

## Esportes

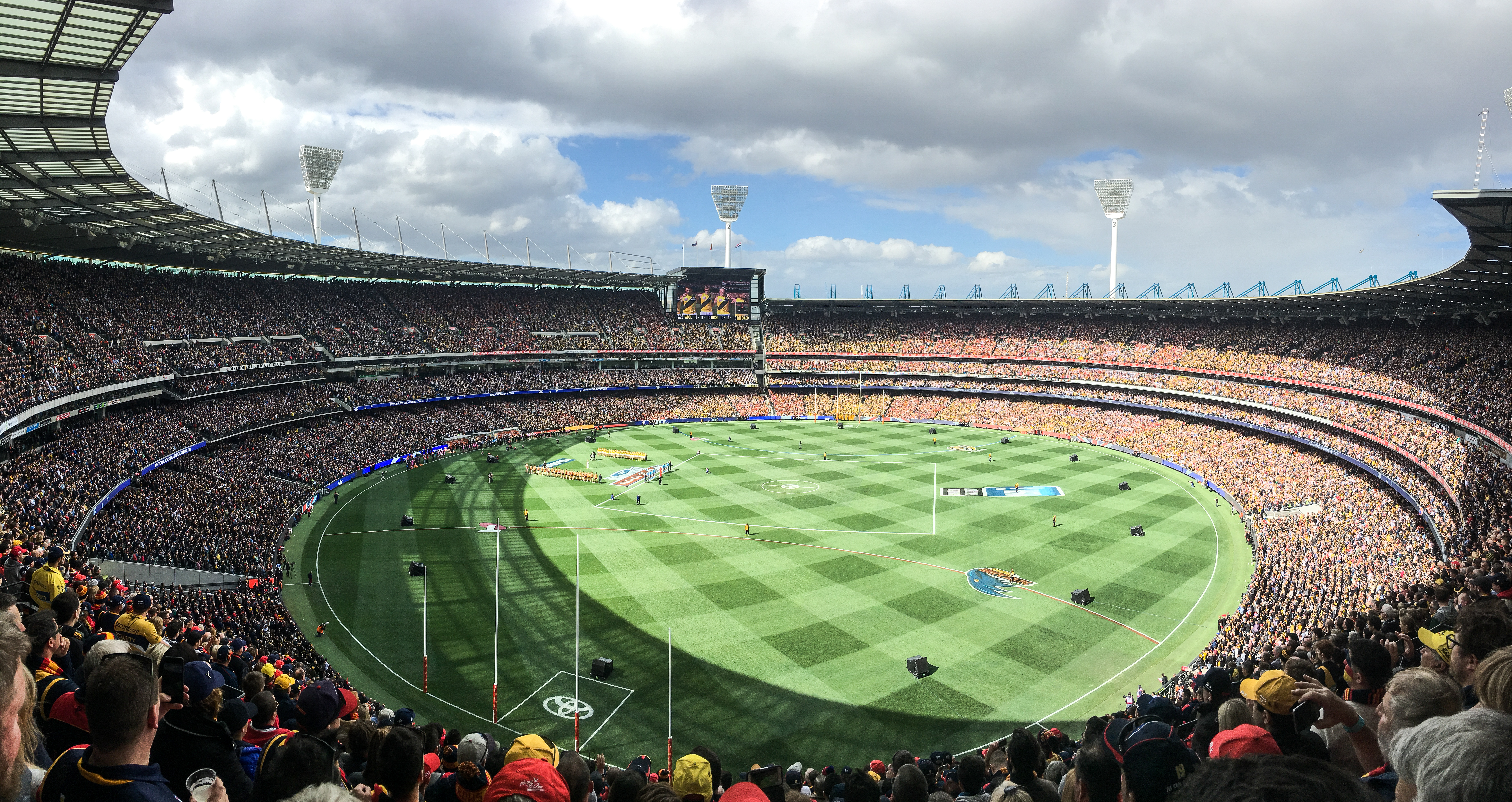
Melbourne Cricket Ground.

Os esportes mais populares da cidade é o futebol australiano, esporte que nasceu na cidade, em Melbourne fica a sede da Australian Football League e é a cidade com mais times na liga. A cidade possui o Melbourne Cricket Ground que é o maior estádio da Austrália e o Docklands Stadium que é o maior estádio com teto retrátil do mundo.
A cidade também é casa dos times de cricket Melbourne Stars e Melbourne Renegades, dos times de futebol Melbourne Victory e Melbourne City FC, do de rugby Melbourne Rebels, do de rugby league Melbourne Storm.
Melbourne foi sede dos Jogos Olímpicos de 1956, a cidade sedia o Aberto da Austrália de tênis e o Grande Prêmio da Austrália de Fórmula 1 no circuito temporário de Abert Park.